# Voormalig Visitandinnenklooster van Carpentras

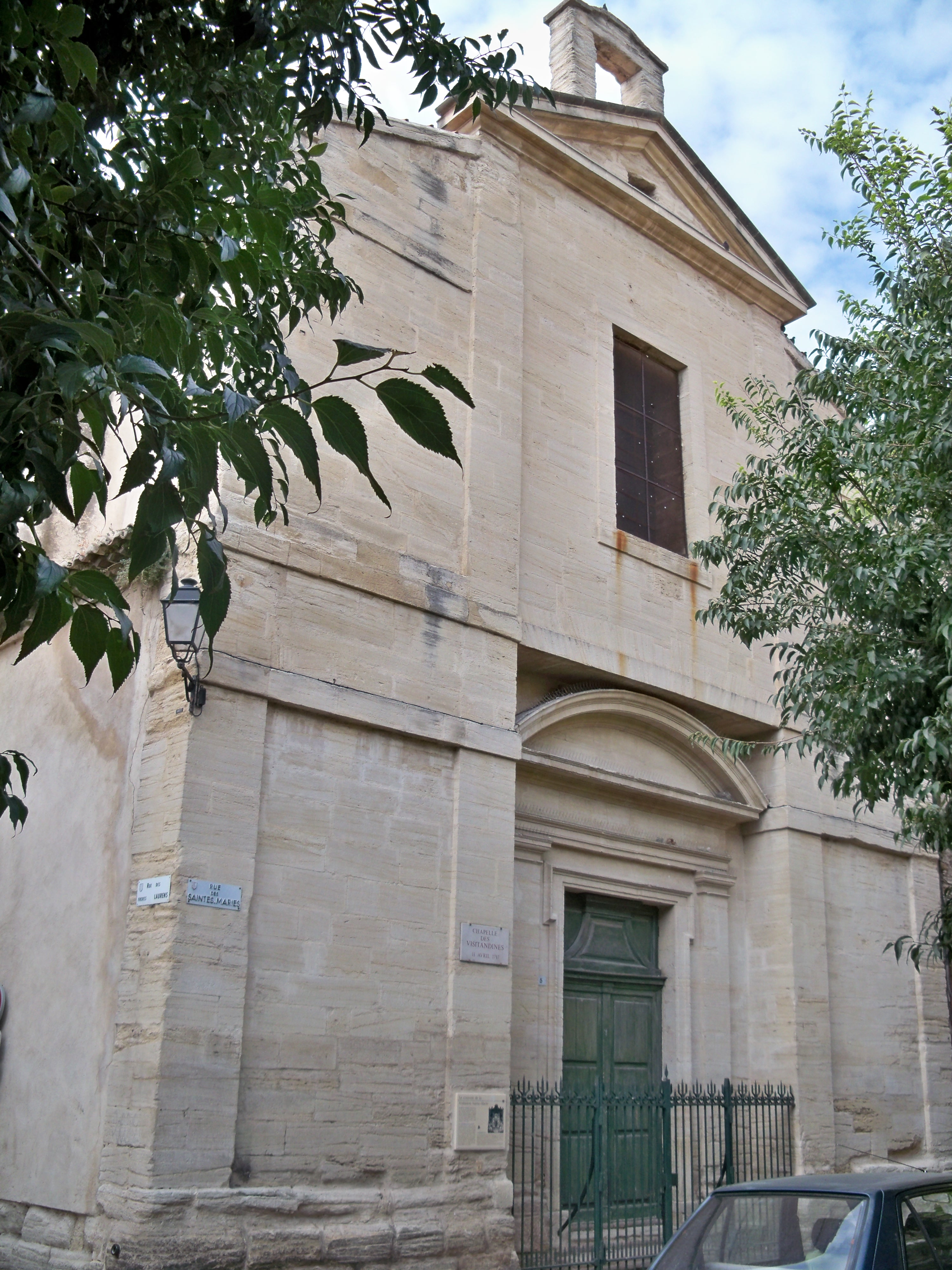
Kapel van de Visitandinnen in Carpentras (Frankrijk) tijdens het ancien régime

Het voormalig Visitandinnenklooster (1670) van Carpentras bevindt zich in het centrum van deze stad, in het departement Vaucluse in Frankrijk. In de 19e eeuw werd de kapel gebruikt door de Confrerie van Grijze Penitenten. Zowel de kapel als het kloosterpand zijn publiek bezit.

## Historiek
In 1670 stichtte kanunnik Paul Dandrée van de kathedraal van Carpentras een Visitandinnenklooster. In een woning van hem liet Dandrée drie zusters overkomen vanuit de hoofdzetel van de Orde van Maria Visitatie in Annecy. In 1674 erkende de bisschop van Carpentras het convent. De zusters kochten de nabije huizen en startten met de bouw van een kapel; het classicistisch bouwwerk werd ingewijd in 1717. Intussen was het convent uitgebouwd tot een meisjespensionaat. De kapel kende meerdere fasen van verfraaiing; de belangrijkste fase was een volledig nieuw interieur geplaatst door de gebroers Mazzetti (1746). Het convent is gekenmerkt door gewelfde gangen en meerdere portieken.
Na de Franse Revolutie werd het convent afgeschaft en publiek verkocht in meerdere loten (1796). De kapel bleef evenwel in handen van het stadsbestuur. De stad Carpentras gebruikte de kapel als gevangenis. In 1800 kocht een bakker de kapel en liet onmiddellijk het hoofdaltaar afbreken.
De Confrerie van Grijze Penitenten, een katholieke vereniging, kocht de kapel over in 1817. De confrerie hield zich bezig met de aanbidding van het Heilig Sacrament; jaarlijks organiseerden zij met Sacramentsdag een processie door Carpentras. In 1936 was de kapel kortstondig een museum van de confrerie. Zij gaven uiteindelijk de kapel terug aan het stadsbestuur. 
Het stadsbestuur verwierf in de loop van de 20e eeuw de eigendom over de panden van het voormalige convent. Het Ministerie van Cultuur in Parijs erkende het convent en de kapel gezamenlijk als monument historique van Frankrijk (2004).